# Ola Elvestuen
Ola Elvestuen, född 9 oktober 1967 i Vestre Toten, är en norsk politiker och stortingsledamot för Venstre. Han var från januari 2018 till januari 2020  Norges klimat- och miljöminister i regeringen Solberg. Han har varit vice ordförande för Venstre sedan 2008 och vald till Stortinget från Oslo sedan 2013, efter att ha varit storstingsersättare sedan 2001. Elvestuen var byråd för miljö och transport i Oslo från oktober 2011 till september 2013 och ordförande i Oslo kommunfullmäktiges utskott för stadsutveckling under åren 2003–2011.